# Podsedelnica
Podsedelnica je struktura iz blaga, napolnjena z različnimi polnili in oblikovana na različne načine, ki se uporablja tako, da se vstavi pod  sedlo. Prvotna raba podsedelnice je, da ščiti sedlo pred konjskim potom in umazanijo iz dlake. Upporablja pa se tudi za blaženje pritiska sedla, uravnavanje pravlilnega naleganja sedla (v primeru da konju ne ustreza povsem). Podsedelnice so v uporabi že več stoletij in sicer pod različnimi vrstami sedel. Nekatere so narejene iz enotnega blaga brez vzorcev, druge so lahko zložljive  in imajo večjo debelino.

## Western podsedelnice
Prva vrsta podsedelnice je t. i. Western podsedelnica, največkrat narejena iz volne, bombaža, filca ali pa umetnega materiala s podobnimi lastnostmi. Vsekakor pa se tudi same western podsedelnice razlikujejo med sabo po velikosti in načinu izdelave ter kvaliteti. Za bolj zahtevno delo še danes velja, da so najbolj primerne tiste iz naravnih materialov, ker dobro vpijajo pot in so zelo zračne. Obstaja pa tudi vedno več t. i. gel podsedelnic, ki zelo dobro razporedijo teži in blažijo tresljaje.

## Angleške podsedelnice
Vloga podsedelnice za angleški stil jahanje je bila že od vsega začetka zaščititi sedlo pred umazanijo in potom.
Že same sedelne blazine angleškega sedla so namreč narejene tako, da nudijo vso potrebno razporeditev teže in ublažitev udarcev/tresljajev.
Podsedelnica je največkrat zelo preprosto oblikovana, velikokrat tudi take oblike da je komaj vidna pod sedlom. Tako kot obstaja več vrst western podesdelnica, so si tudi angleške podsedelnice zelo različne med sabo in jih prodajajo v najrazličnejših barvah in vzorcih.

## Zgodovina
V času ko je bil konj prvič udomačen, je bila podsedelnica prva stvar, ki so jo položili na konja in jo z vrvjo ali trakom privezali nanj. Služila je predvsem kot zaščita za jahača.